# Ácido carboxiglutâmico
Ácido carboxiglutâmico (ou a base conjugada, carboxiglutamato), é um aminoácido incomum introduzido em proteínas por uma carboxilação pós-traducional de resíduos de ácido glutâmico.  Essa modificação é encontrada, por exemplo, em fatores de coagulação e outras proteínas da cascata de coagulação. Esta modificação introduz uma afinidade por íons cálcio.  Na cascata de coagulação do sangue, vitamina K é obrigado a introduzir γ-carboxilação de fatores de coagulação II, VII, IX, X e proteína Z.

## Síntese
Na biossíntese de ácido γ-carboxiglutâmico, o próton γ no ácido glutâmico é abstraído, e CO2 é adicionado posteriormente. O intermediário da reação é um carbânion γ-glutamil.
Essa reação é catalisada por uma carboxilase que requer vitamina K como seu cofator. Não se sabe exatamente como a vitamina K participa, mas supõe-se que um resíduo de cisteína livre na carboxilase converte a vitamina K em uma base forte ativa que, por sua vez, abstrai um hidrogênio do carbono γ do ácido glutâmico. Então CO2 é adicionado ao carbono γ para formar ácido γ-carboxiglutâmico.
Fig. 1. Via biossintética para a produção de ácido γ-carboxiglutâmico dependente de vitamina K. - Furie, Bouchard & Furie

## Domínio rico em ácido γ-carboxiglutâmico (GLA)
Um número de resíduos γ-carboxiglutamato estão presentes no domínio rico em ácido γ-carboxiglutâmico (abreviado na literatura em inglês "GLA", de γ-carboxyglutamic acid-rich).  Este domínio GLA é conhecido por ser encontrado é conhecido por ser encontrado em mais de uma dúzia de proteínas conhecidas, incluindo fatores de coagulação X, VII, IX, e XIV, proteína dependente de vitamina K S e Z, protrombina, transtirretina, osteocalcina, proteína matriz Gla (MGP), cadeia pesada do inibidor de inter-alfa tripsina H2 e proteína específica de parada de crescimento 6 (GAS6).  O domínio Gla é responsável pela ligação de alta afinidade de íons de cálcio (Ca2+ às proteínas Gla, as quais muitas vezes são necessários para sua conformação e sempre necessário para sua função.